# کارزول (ویرجینیای غربی)
کارزول (به انگلیسی: Carswell) یک منطقهٔ مسکونی در ایالات متحده آمریکا است که در شهرستان مک‌داول، ویرجینیای غربی واقع شده‌است.